# ローラ・アレン
ローラ・アレン（Laura Allen, 1974年3月21日 - ）は、アメリカ合衆国の女優。

## 略歴
オレゴン州ポートランド出身。ウェルズリー大学で社会学を学ぶ。2000年からテレビシリーズに出演しはじめる。女優になる前は、家庭内暴力を専門とするカウンセラーとして働いていた。
2006年、モデルのブルース・ウェイマンと結婚し、イタリアで式を挙げた。2人の間には子供が1人いる。

## 出演作

### テレビドラマ
- 『コールドケース 迷宮事件簿』（2004年） - シーズンI 第19話「小切手（Late Returns）」 ゲスト出演
- 『4400 未知からの生還者』（2004年 - 2007年） - リリー 役
- 『クリミナル・マインド』（2007年） - Open Season ゲスト出演
- 『Dirt』（2007年 - 2008年） - ジュリア・マロリー 役
- 『CSI:マイアミ』（2009年） - Dissolved ゲスト出演
- 『グレイズ・アナトミー 恋の解剖学』（2009年） - Before and After、Beat Your Heart Out ゲスト出演
- 『Dr.HOUSE』 - シーズンII 第17話 ゲスト出演
- 『アウェイク 〜引き裂かれた現実』 Awake（2012年） - レギュラー出演

### 映画
- 『モナリザ・スマイル』（2003年）
- 『クラウン』（2014年）